# Manú
Emanuel de Jesus Bonfim Evaristo dit Manú, né le 28 août 1982 à Setúbal, est un footballeur portugais qui évolue au poste de milieu de terrain.

## Biographie

### Ses débuts à Alverca
Formé au Futebol Clube do Alverca, Manú intègre le groupe professionnel lors de la saison 2001-2002. À dix-neuf ans, il est toutefois mis à disposition de l'équipe réserve, avant de s'installer sur le banc des remplaçants en fin de saison et de jouer un match (et marquer un but) contre Braga le 5 mai. Relégué en deuxième division, le club voit partir plusieurs de ses cadres et doit faire confiance à ses jeunes. Progressivement, Manú prend part à ces rencontres de Liga de Honra jusqu'à devenir titulaire à part entière et parvient à retrouver l'élite immédiatement. Confronté aux grosses cylindrées portugaises, le jeune joueur joue toujours autant, mais est utilisé le plus souvent comme joker par son entraîneur José Couceiro.

### Acheté par le Benfica, mais prêté dans toute l'Europe
Remarqué par plusieurs clubs du pays, il choisit finalement de rejoindre en mai 2004 le Benfica Lisbonne comme trois de ses coéquipiers, et d'y signer un contrat portant sur quatre saisons. Cependant, il est immédiatement prêté en Italie, six mois en Serie B à Modène où il ne joue pratiquement pas, puis à Carpenedolo en quatrième division.
De retour au Portugal, il est de nouveau prêté lors de la saison 2005-2006, à l'Estrela da Amadora. Cette fois-ci, son prêt est couronné de succès puisqu'il joue à trente-et-une reprises et marque sept fois. Meilleur buteur de son club, il lui permet d'occuper une bonne neuvième place, un an après avoir obtenu sa promotion en première division.
En juin 2006, Manú reçoit et signe une prolongation de contrat de quatre ans provenant des dirigeants du Benfica. Nouvellement considéré par l'entraîneur Fernando Santos, il commence la saison sur le terrain, et fait même ses débuts en Ligue des Champions contre l'Austria Vienne et le FC Copenhague. Mais face à des joueurs de niveau international, comme Katsouránis ou Simão, Manú éprouve beaucoup de difficultés et se résigne à passer la plupart de son temps sur le banc. Une nouvelle fois, le Benfica décide de le prêter à l'été 2007, et malgré les intérêts de l'Udinese Calcio ou de Parme, c'est l'AEK Athènes qui rafle la mise. Mais là aussi, le Portugais n'arrive pas à s'imposer et ne joue que des bouts de matches.

### Tente de se relancer au Marítimo
Après être revenu à Lisbonne, il part définitivement au CS Marítimo, club de haut de tableau. Après quelques mois d'adaptation au système de jeu de Lori Sandri, Manú se fait sa place dans le onze de départ et dispute une vingtaine de matches. La saison suivante, il joue de plus en plus, et même s'il ne marque pas souvent (mais efficacement, égalisant à chaque fois), délivre de nombreuses passes décisives et décroche une place qualificative pour la Ligue Europa.

### S'engage avec le Legia Varsovie en Pologne
Le 9 juin 2010, Manú signe un contrat de trois ans au Legia Varsovie, club polonais de première division, alors qu'il était libre de s'engager où il voulait. Le club de la capitale souhaite en faire l'homme fort de son couloir droit et profiter de sa vitesse et de sa technique, dixit son vice-président Leszek Miklas. Le 13 août, il joue son premier match lors du derby contre le Polonia Varsovie et s'incline lourdement trois à zéro. Au fil des semaines, il prend de plus en plus d'importance dans l'effectif varsovien, animant le jeu de son équipe sur l'aile droite et étant très souvent à l'origine des buts du Legia. Il ne manque quasiment aucun match lors de sa première saison, et se montre même décisif lors de la finale de la Coupe de Pologne en égalisant à l'heure de jeu et permettant à son club d'aller en prolongations. Finalement, le Legia remporte sa quatorzième coupe après la séance de tirs au but.
Qualifié en Ligue Europa, Varsovie se renforce lors de l'inter-saison et laisse un peu Manú de côté. Le Portugais ne joue plus beaucoup et cherche alors une porte de sortie, qu'il trouve en Chine peu avant la fin de l'année 2012.

## Palmarès
- Vainqueur de la Coupe de Pologne : 2011